# NGC 1270

NGC 1270

NGC 1270 هي مجرة، تتبع كوكبة حامل رأس الغول.

## روابط خارجية
- NGC 1270 على موقع ويكي سكاي: DSS2, SDSS, GALEX, IRAS, Hydrogen α, X-Ray, Astrophoto, Sky Map, Articles and images